# Les Chaumes Boissières et côteaux de Châteauneuf-sur-Charente
Les Chaumes Boissières et côteaux de Châteauneuf-sur-Charente este o arie protejată (sit de importanță comunitară — SCI) din Franța întinsă pe o suprafață de 625 ha, integral pe uscat.

## Localizare
Centrul sitului Les Chaumes Boissières et côteaux de Châteauneuf-sur-Charente este situat la coordonatele 45°36′37″N 0°05′39″W / 45.61028°N 0.09417°V.

## Înființare
Situl Les Chaumes Boissières et côteaux de Châteauneuf-sur-Charente a fost declarat arie specială de conservare în baza directivei 92/43 din 1992 referitoare la conservarea habitatelor naturale și a faunei și florei sălbatice pentru a proteja 9 specii de animale.

## Biodiversitate
Situată în ecoregiunea atlantică, aria protejată conține 9 habitate naturale: Păduri de Quercus ilex și Quercus rotundifolia, Peșteri inaccesibile publicului, Formațiuni de Juniperus communis pe lande sau pajiști calcaroase, Pajiști carstice calcaroase sau bazofile, de Alysso-Sedion albi, Pajiști uscate seminaturale și facies de acoperire cu tufișuri pe substraturi calcaroase (Festuco-Brometalia) (* situri importante pentru orhidee), Pante stâncoase calcaroase cu vegetație casmofită, Cursuri de apă de la nivel de câmpie la nivel montan, cu vegetație Ranunculion fluitantis și Callitricho-Batrachion, Fânețe de joasă altitudine (Alopecurus pratensis, Sanguisorba officinalis), Pseudostepă cu ierburi și specii anuale de Thero-Brachypodietea.
La baza desemnării sitului se află mai multe specii protejate:
- mamifere (5): liliac cârn (Barbastella barbastellus), liliac cu aripi lungi (Miniopterus schreibersii), liliac comun (Myotis myotis), liliacul mare cu potcoavă (Rhinolophus ferrumequinum), liliacul mic cu potcoavă (Rhinolophus hipposideros)
- nevertebrate (4): Coenagrion mercuriale, Gomphus graslinii, rădașcă (Lucanus cervus), Oxygastra curtisii

Pe lângă speciile protejate, pe teritoriul sitului au mai fost identificate 14 specii de plante, 9 specii de păsări, 3 specii de amfibieni, 5 specii de mamifere, 3 specii de reptile.